# Buena (New Jersey)
Buena ist eine Stadt im Atlantic County, New Jersey, USA. Das U.S. Census Bureau ermittelte bei der Volkszählung 2020 eine Einwohnerzahl von 4501.

## Geographie
Nach dem United States Census Bureau hat die Stadt eine Gesamtfläche von 19,7 km², wobei keine Wasserflächen miteinberechnet sind.

## Demographie
Nach der Volkszählung von 2000 gibt es 3.873 Menschen, 1.454 Haushalte und 978 Familien in der Stadt. Die Bevölkerungsdichte beträgt 196,5 Einwohner pro km². 77,28 % der Bevölkerung sind Weiße, 7,64 % Afroamerikaner, 0,52 % amerikanische Ureinwohner, 0,44 % Asiaten, 0,03 % pazifische Insulaner, 10,53 % anderer Herkunft und 3,56 % Mischlinge. 23,65 % sind Latinos unterschiedlicher Abstammung.
Von den 1.454 Haushalten haben 32,3 % Kinder unter 18 Jahre. 48,0 % davon sind verheiratete, zusammenlebende Paare, 13,1 % sind alleinerziehende Mütter, 32,7 % sind keine Familien, 28,0 % bestehen aus Singlehaushalten und in 16,0 % Menschen sind älter als 65. Die Durchschnittshaushaltsgröße beträgt 2,64, die Durchschnittsfamiliengröße 3,23.
25,7 % der Bevölkerung sind unter 18 Jahre alt, 8,6 % zwischen 18 und 24, 30,1 % zwischen 25 und 44, 19,7 % zwischen 45 und 64, 15,8 % älter als 65. Das Durchschnittsalter beträgt 36 Jahre. Das Verhältnis Frauen zu Männer beträgt 100:95,0, für Menschen älter als 18 Jahre beträgt das Verhältnis 100:91,1.
Das jährliche Durchschnittseinkommen der Haushalte beträgt 35.679 USD, das Durchschnittseinkommen der Familien 44.352 USD. Männer haben ein Durchschnittseinkommen von 37.985 USD, Frauen 23.788 USD. Der Prokopfeinkommen der Stadt beträgt 16.717 USD. 18,7 % der Bevölkerung und 11,8 % der Familien leben unterhalb der Armutsgrenze, davon sind 28,1 % Kinder oder Jugendliche jünger als 18 Jahre und 14,1 % der Menschen sind älter als 65.
Die geographischen Koordinaten der Stadt sind 39° 31′ N, 74° 57′ W.